# Aedeomyia madagascarica
Aedeomyia madagascarica is een muggensoort uit de familie van de steekmuggen (Culicidae). De wetenschappelijke naam van de soort is voor het eerst geldig gepubliceerd in 2011 door Brunhes, Boussès & da Cunha Ramos.